# 小行星34779
小行星34779（34779 Chungchiyung）是一颗绕太阳运转的小行星，为主小行星带小行星。该小行星于2001年9月20日发现。

## 轨道参数
小行星34779的轨道半长轴为341 248 266 km，2.2810713 UA，离心率为0.082。